# Locais de competição dos Jogos Olímpicos de Verão de 2004
A lista a seguir apresenta os locais de competição que foram usados nos Jogos Olímpicos de Verão de 2004 na Grécia.

## Em Atenas
- Estádio Olímpico de Atenas

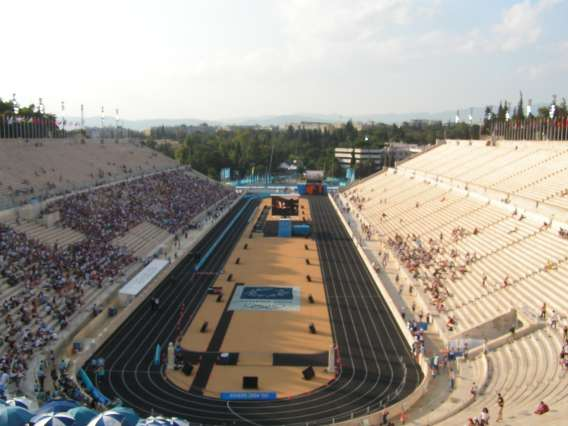
Estádio Panathinaiko.

- Centro Aquático Olímpico de Atenas
- Olympic Indoor Sports Center
- Velódromo de Atenas
- Centro Olímpico de Tênis de Atenas
- Centro Olímpico de Vela Agios Kosmas
- Ginásio Olímpico Ano Liosia
- Estádio da Paz e da Amizade
- Faliro Sports Pavilion
- Centro de Voleibol de Praia de Atenas
- Ginásio Olímpico Galatsi
- Ginásio Olímpico Goudi
- Centro Olímpico de Pentatlo Moderno
- Ginásio Indoor Hellinikon
- Centro de Canoagem Hellinikon
- Centro de Hóquei Hellinikon
- Estádio de Beisebol Hellinikon
- Estádio de Softbol Hellinikon
- Centro Olímpico de Tiro Markopoulo
- Centro Olímpico Equestre Markopoulo
- Ginásio Nikaia
- Estádio Panathinaiko
- Arena Parnitha de Mountain Bike
- Ginásio de Boxe Peristeri
- Centro Schinias de Remo e Canoagem
- Centro Olímpico Vouliagmeni
- Estádio Karaiskákis

## Fora de Atenas

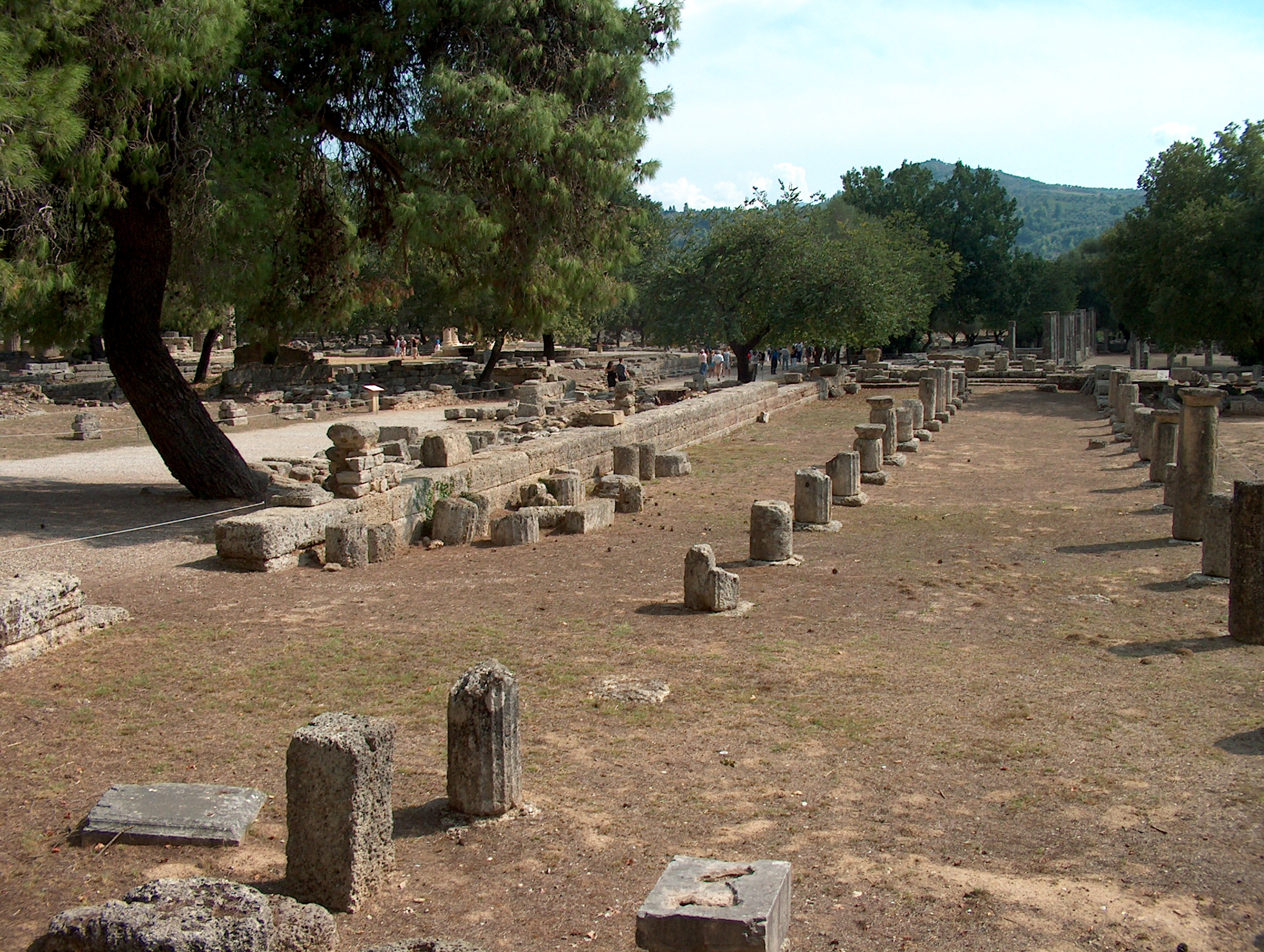
Estádio Olímpico de Olímpia

- Estádio Olímpico de Olímpia (arremesso de peso)
- Cidade de Maratona (largada das provas de maratona)
- Estádio Kaftanzoglio, Tessalônica
- Estádio Pampeloponnisiako, Patras
- Estádio Pankritio, Heraclião
- Estádio Panthessaliko, Volos